# New York City (canção de T. Rex)
"New York City" é uma canção da banda britânica de rock T. Rex, escrita por Marc Bolan e lançada como single em 12 de julho de 1975 pela EMI Records. A faixa e seu lado B, "Chrome Sitar", são ambos retirados do álbum Futuristic Dragon (1976). O single permaneceu na tabela musical britânica por oito semanas, chegando ao 15º lugar.
A canção consiste em dois versos repetidos – "Did you ever see a woman coming out of New York City" / "With a frog in her hand?" e "I did don't you know / "And don't it show?" – sobre uma linha de baixo: